# Chalcomima
Chalcomima là một chi bướm đêm thuộc họ Gelechiidae.